# Comité Paralímpico Nacional de Santo Tomé y Príncipe
El Comité Paralímpico Nacional de Santo Tomé y Príncipe es el comité paralímpico nacional que representa a Santo Tomé y Príncipe. Esta organización es la responsable de las actividades deportivas paralímpicas en el país. Es miembro del Comité Paralímpico Internacional y del Comité Paralímpico Africano.